# Pallottinusok
A Katolikus Apostolság Társasága, röviden pallottinusok (latinul Societas Apostolatus Catholici /SAC/) korábban a Missziók Jámbor Társasága (latinul Pia Societas Missonum /PSM/) egy fogadalom nélküli klerikus kongregáció a római katolikus egyházban.

## Története
1835-ben alapította Pallotti Szent Vince Rómában, akit XI. Piusz pápa az Actio Catholica előfutárának tartott. Célja volt a különféle apostoli tevékenységek összefogása egységes szervezetté, az Egyház újraegyesítése, minden katolikus vállalkozás ösztönzése, egyeztetése, számukra imádkozók, anyagi támogatók és mindenféle jellegű segítők megnyerése, a katolikusok hitének felébresztése, megőrzése, növekedésre segítése (buzdítás az imádság, a keresztény erények és az irgalmasság testi és lelki cselekedeteinek gyakorlására a mindennapi életben, és ennek segítése), és a katolikus hit terjesztése az egész világon (világmisszió). Az első pápai jóváhagyást 1835-ben, a végsőt 1904-ben nyerték el. 1847 óta exempt (közvetlenül a Vatikán alá tartozó) kongregáció. 1980-ban 341 házban 2157 tagjuk, köztük 1451 pap, 2002-ben 335 házban 2305 tagjuk, köztük 1578 pap élt.

### Pallottinus Nővérek
Szintén 1835-ben alapította Pallotti Szent Vince Rómában a Pallottinus Nővérek (Katolikus Apostolkodás Nővérei, CSAC) pápai jogú szerzetesi kongregációt szegény és veszélyeztetett leányok nevelésére. A lányokat karitatív és missziós munkára is fölkészítették. 1889-ben az USA-ban, főként az olasz emigránsok gondozására, 1933-ban Brazíliában, 1943-ban Argentínában nyitottak házakat. 1901-ben a Németországi Pallottinus Nővérek Katolikus Apostolkodás Missziós Nővérei néven önállósultak. X. Piusz pápa 1911-ben hagyta jóvá a rendet. 1973-ban 3 rendtartományban és 78 házban 646, 2003-ban 73 házban 515 nővér élt.

## Tevékenysége
Tagjai ígéretet tesznek a tisztaságra, az engedelmességre, a szegénységre, a közösségi életre és az állhatatosságra, a papok ezen felül arra is, hogy méltóságokra nem törekszenek, vagy csak engedéllyel fogadnak el méltóságot. Céljuk a Mária-tisztelettel áthatott apostolkodás. Missziókat és különféle lelkipásztori szolgálatot (hitoktatás, iskolai oktatás, népmisszió, papi továbbképzés, sajtóapostolság) tartanak fenn, Európán kívül Afrikában, Ausztráliában, Brazíliában, Indiában. Joseph Kentenich pallottinus pap alapította az I. világháború után a Schönstatti apostoli mozgalmat.